# Four Chamber View
Four Chamber View（フォー・チャンバー・ビュー）は、日本のポップパンク・パワーポップバンドである。略称は「FCV」。

## 概要
2004年、Masaki Matsuuraを中心に結成。2012年、現ラインナップが揃う。
ポップパンク、パワーポップをベースに、J-POP、EDM、ゲームミュージック、映画音楽を取り入れた独自のスタイルが特徴。

## メンバー
- Masaki Matsuura（ボーカル/ギター）
- Motoaki Inoue（ベース/マニピュレーター）
- Masanori Kuwana（ギター）
- Mitchy（キーボード）

## ディスコグラフィー

### シングル
- At Last...（2007年）
  1. At Last...
  2. Regret

- Round & Round（2016年）
  1. Round & Round

- Aspirin Smile（2017年）
  1. Aspirin Smile

- HEY GIRL（2019年）
  1. HEY GIRL

- BOYZ&GIRLZ（2019年）
  1. BOYZ&GIRLZ

- It's Too Late（2020年）
  1. It's Too Late

### アルバム
- Do You Remember Me?（2005年）
  1. Girlfriend
  2. Letter
  3. Fallin' Star
  4. Too Fast to Leave
  5. Christine
  6. 砂
  7. My fault

- SIDE BY SIDE（2008年）
  1. At Last...
  2. Melody Save Me
  3. 月
  4. Alive

- The Ass in the Lion's Skin（2014年）[1]
  1. KMB
  2. Bursted
  3. Break!!
  4. Dont Stop the Moving
  5. Christine
  6. Lazy Eyes
  7. Sunshine